# Simon Kemboi
Simon Kemboi (né le 1er mars 1967) est un athlète kényan, spécialiste du 400 m et médaillé d'argent aux Championnats du monde en relais.

## Palmarès

### Championnats du monde
- Médaille d'argent du 4 x 400 m aux Championnats du monde 1993 à Stuttgart,  Allemagne

### Championnats d'Afrique
- Médaille d'or du 4 x 400 m aux Championnats d'Afrique 1993 à Durban,  Afrique du Sud

### Jeux africains
- Médaille d'or du 4 x 400 m aux Jeux africains de 1991 au Caire,  Égypte